# Гнев (фильм, 1974)
«Гнев» («Бессарабская трагедия») — советский художественный фильм, историческая драма режиссёров Николая Гибу и Леонида (Леонтия) Проскурова, снятый в 1974 году на киностудии «Молдова-фильм».
Повествует о Татарбунарском восстании в Южной Бессарабии в сентябре 1924 года.

## Сюжет
В основе сюжета — сложные отношения двух братьев, стоящих по разные стороны баррикад. Предательство одного из братьев привело к стихийному восстанию бедняков, которое охватило весь юг Бессарабии и было жестоко подавлено карателями из румынских оккупационных войск.
В картине отражён «процесс 500», который состоялся над восставшими в кишинёвской тюрьме в 1926 году. На нем присутствовал французский писатель Анри Барбюс. Впоследствии он написал книгу «Палачи». Зверскую расправу над восставшими осудили также Ромен Роллан, Эптон Синклер, Альберт Эйнштейн, Теодор Драйзер, Бернард Шоу, Михаил Садовяну и другие.

## В ролях
- Олег Янковский — Леонте Чеботару
- Виктория Фёдорова — Донка Младенова
- Дальвин Щербаков — Георге Чеботару
- Клара Лучко — Мадам Журжу
- Николай Олялин — Анри Барбюс
- Роман Хомятов — полковник Максимеску
- Инга Будкевич — Кристина Нагныбида
- Олег Мокшанцев — Матвей Бежан
- Констанца Тырцеу — Панагия Чеботару
- Алексей Золотницкий — Влад Булеску
- Иван Марин — Илио Чеботару
- Думитру Карачобану — Фалкэ
- Александр Цодиков — Осмокеску
- Оксана Григорович — Василина
- Павел Яцковский — Михай
- Паул Буткевич — отец Стефан
- В. Гаврилов — Тарас Нагнибеда
- Юрий Соколов — Коста-Фору
- Александр Барушной — генерал

### В эпизодах
- Мефодий Апостолов
- Ион Аракелу - Штефан Адабеску
- Зоя Фёдорова — дама
- Игорь Чирков

## Съёмки
Фильм посвящён событиям Татарбунарского восстания 1924 года. Однако, снимать картину в Татарбунарах в 1973 было невозможно, поскольку от села образца 1924 ничего не сохранилось – в своё время оно было уничтожено артиллерией и сожжено. Впоследствии на его месте было построено новое современное село.
Художник-постановщик Николай Апостолиди, на основе сохранившихся рисунков, фотографий и воспоминаний выживших крестьян, сделал эскизы для съемок. Бутафорские «Татарбунары» в 70 домов были возведены в окрестностях Измаила, у села Озёрное. Местные жители подтверждали поразительное сходство зданий с реальными Татарбунарами 40-летней давности.

## Прокат
Фильм готовился ко всесоюзному прокату накануне 50-летия Татарбунарского восстания. Были отпечатаны афиши и плакаты. Однако весь прокат составил несколько сеансов в кинотеатре «Патрия» в сентябре 1974 года и один сеанс в Измаиле.
Сведения о картине были в основном из публикаций киноведов и кинокритиков, которые видели её в Госфильмофонде СССР. К широкому прокату она была запрещена.
В 2000-х «Гнев» показали по молдавскому телевидению в программе киноведа Ларисы Унгуряну, после чего в парламенте Молдавии разразился скандал – фильм называли антирумынским и диверсионным.